# Protomyces grandisporus
Protomyces grandisporus (лат.) — вид грибов из семейства Протомициевые (Protomycetaceae), паразит амброзии (Ambrosia).
Вызывает образование крупных галлов на стеблях.
Аскогенные клетки гриба (см. Протомициевые#Морфология) многочисленные, гладкие, светло-желтовато-коричневые,  шаровидной или эллипсоидной формы, размерами 48—83×52—85 мкм.
Protomyces grandisporus описан в США (Висконсин) на амброзии полыннолистной (Ambrosia artemisiifolia). Может использоваться как средство биологической борьбы с этим растением.